# Neastacilla vitjazi
Neastacilla vitjazi är en kräftdjursart som beskrevs av Oleg Grigor'evich Kussakin 1971. Neastacilla vitjazi ingår i släktet Neastacilla och familjen Arcturidae. Inga underarter finns listade i Catalogue of Life.